# Sektquirl

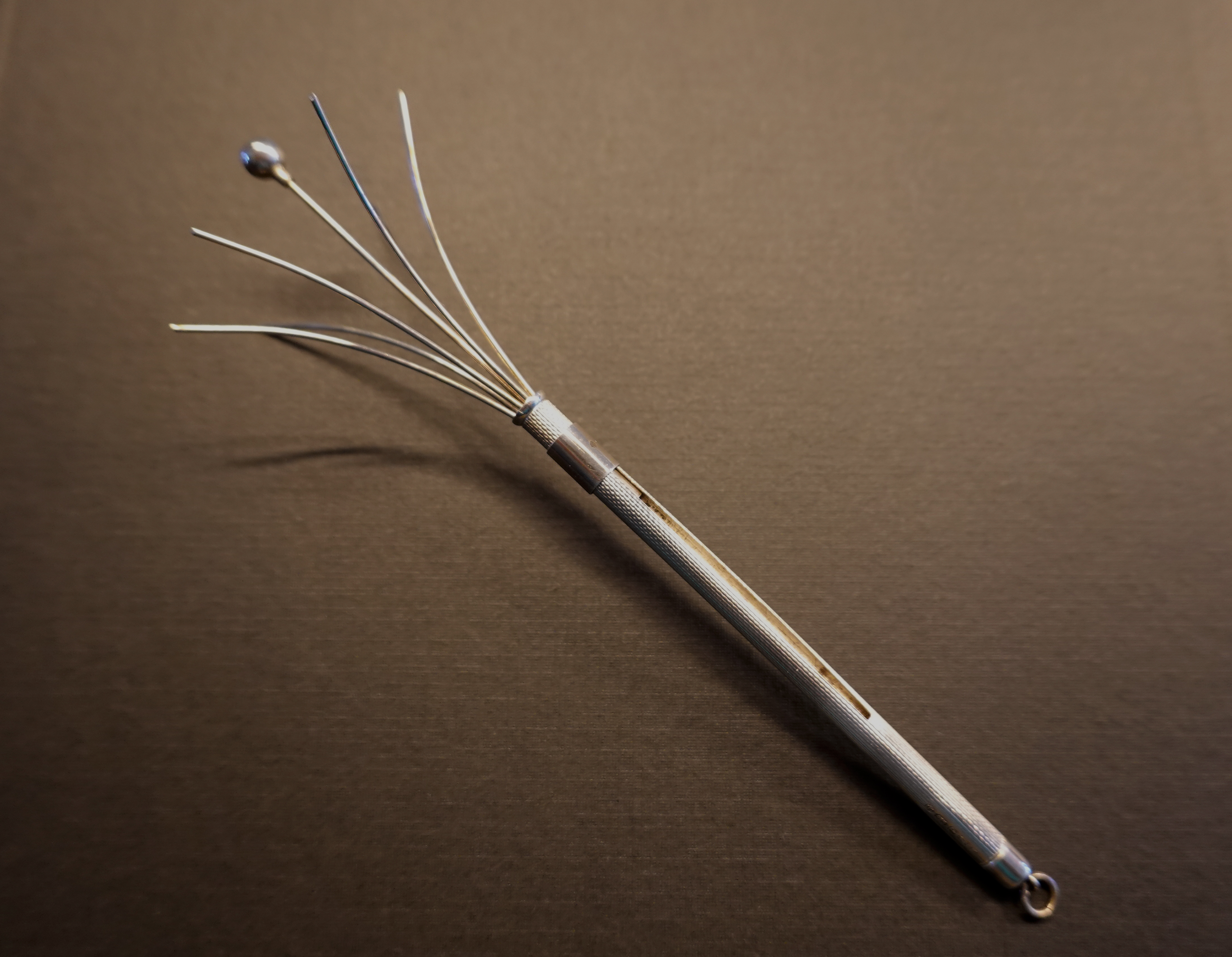
Sektquirl

Ein Sektquirl, auch Champagnerquirl oder Champagnerbesen, dient zum Verrühren eines kohlensäurehaltigen Getränks, wie Sekt und Champagner, um dessen Kohlensäuregehalt zu reduzieren. Im Gegensatz dazu dient ein Rührstab (engl. Stirrer) zum Umrühren eines Drinks.

## Geschichte

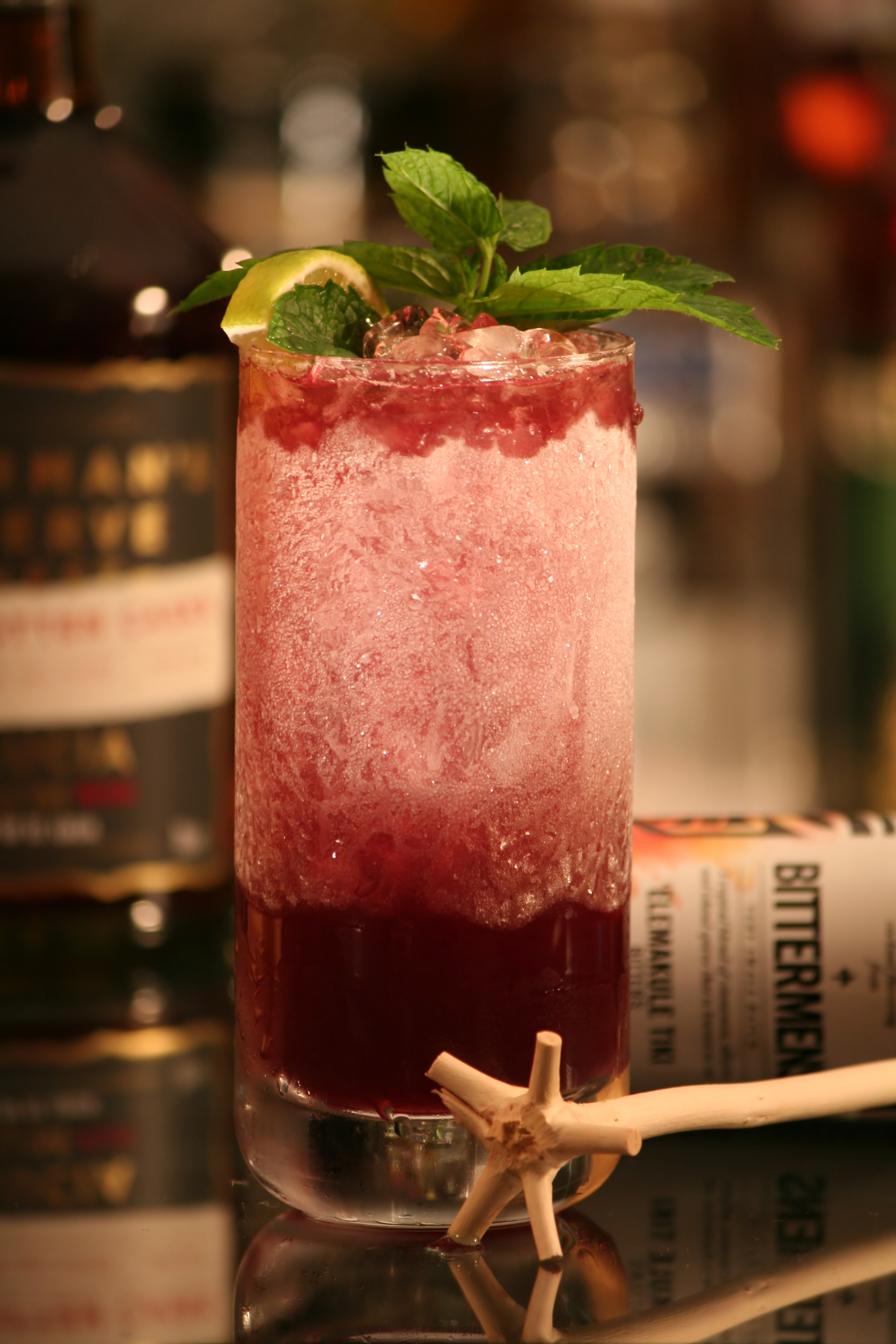
Ein typischer Swizzle in einem vereisten Glas. Ein originaler Swizzel Stick liegt im Vordergrund des Bildes.

In der Reiseerzählung In the Trades, the Tropics and the Roaring Forties der viktorianischen Schriftstellerin Anna Brassey wurden 1885 kleine hölzerne Swizzle Sticks beschrieben, die zum Verquirlen von rumhaltigen Getränken in der Karibik verwendet wurden. Diese kleinen hölzernen Quirle werden durch Bearbeitung von verzweigten Ästchen des so genannten Swizzlestick Tree (lat. Quararibea turbinata) hergestellt, wobei sie ihre natürliche Wuchsform behalten und jeder Stick ein Unikat darstellt.

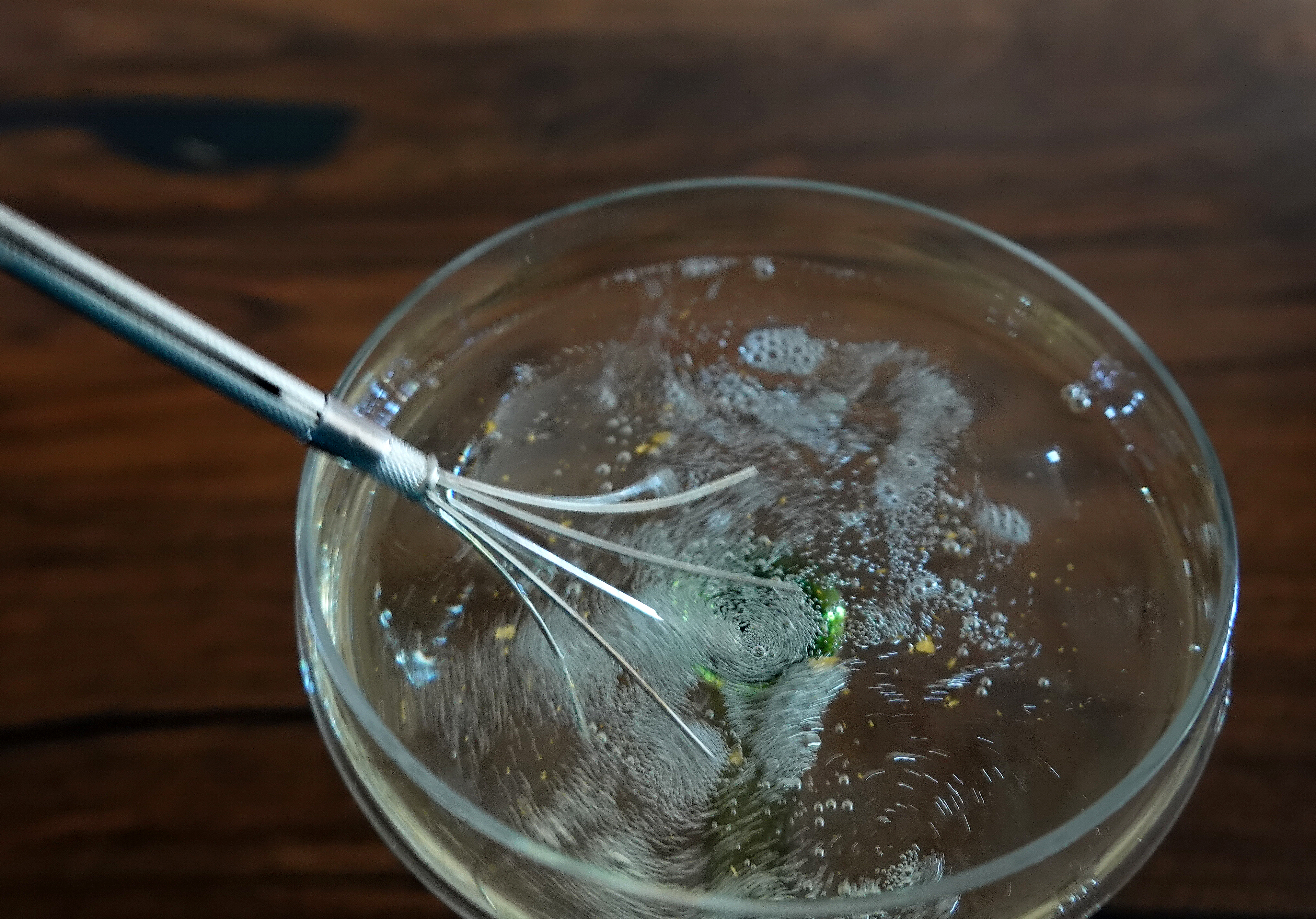
Reduktion der Kohlensäure mit einem Sektquirl

In England wurde in aristokratischen Kreisen seit der Regency-Epoche der Genuss von Schaumweinen und Sillery-Champagner zunehmend populär. Queen Victoria und andere Damen der Gesellschaft nutzten einen Champagerquirl, um den Kohlensäuregehalt des Champagners zu reduzieren, um – nicht zuletzt aufgrund der damals üblichen engen Korsettschnürung – zu verhindern, dass sich der Magen aufgebläht anfühlt und überschüssiges Gas beim Aufstoßen entweicht.
In der Gastronomie und in Bars werden Sektquirle gelegentlich auch als Barwerkzeug bei der Herstellung von Cocktails verwendet.

## Form und Material
Der Sektquirl hat einen Griff, an dessen Ende dünne Stäbe oder Drähte kugel- oder sternförmig austreten, wie bei einem kleinen Schneebesen.
Besonders in den 1920er bis 1950er Jahren galt der Champagner- bzw. Sektquirl zu den Accessoires der gehobenen Gesellschaft. Namhafte Juwelierhäuser wie Cartier, Tiffany’s, Asprey of London fertigten schlanke, zylinderförmige Modelle mit einem Schiebemechanismus aus Gold, Silber und Platin an, die oft die einem guillochiertem Muster und Edelsteinen verziert sind. Sektquirle verfügen häufig über eine kleine Öse, damit man sie an Hals- oder Uhrenketten, Armbändern, Schlüsselanhängern sowie an Chatelaines diskret tragen kann.
In der Gastronomie werden zum Verquirlen von Cocktails mitunter kleine Schneebesen aus Edelstahl verwendet, für die ebenfalls die Bezeichnung Sektquirl verwendet wird.

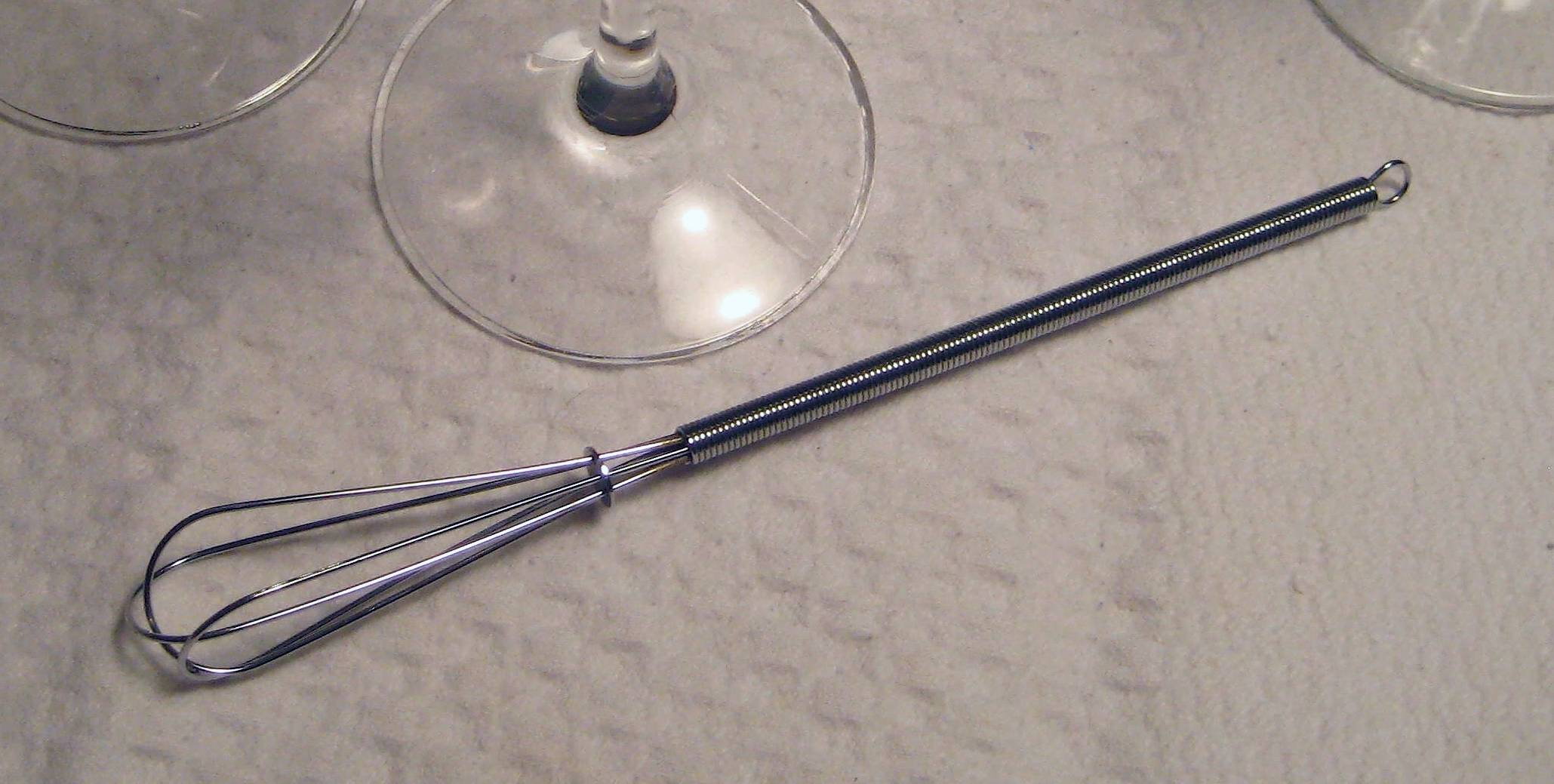
Moderner Sekt- und Cocktailquirl aus Edelstahl

In der Gegenwart werden Sektquirle nur noch selten benutzt. Lediglich spezialisierte Silberwarengeschäfte, wie Juwelier Otto Feiler und Wagner in Wien führen noch derartige Gerätschaften.
Auf Kunstauktionen großer Auktionshäuser, wie dem Dorotheum und Christie’s werden regelmäßig Sekt- und Champagnerquirle versteigert, die ja nach Ausführung und Material Preise von 200 bis 1000 € erzielen.

## Trivia
Der Sektquirl der Firma Cartier, der 1951 Audrey Hepburn anlässlich ihres künstlerischen Durchbruchs in der Broadway-Produktion Gigi überreicht wurde, erzielte im Auktionshaus Christie’s  am 27. September 2017 einen Erlös von 23750 Pfund. Der zylindrische Sektquirl aus 14k Gold mit Schiebemechanismus enthält sechs gebogene Rührstäbe, der zentrale, siebte Stab wird von einer einzelnen Kugel aus Jadeit gekrönt. Der Sektquirl besitzt einen herzförmigen goldenen Anhänger, der auf der Vorderseite die Gravur AUDREY und auf der Rückseite GIGI aufweist.